# Saison 2013 du Yokohama F·Marinos
Maillots
Dernière mise à jour : 1er janvier 2014.
Chronologie
Saison précédente Saison suivante
La saison 2013 du Yokohama F·Marinos est la 21e saison du club en première division du championnat du Japon.

## Transferts

### Mercato d'hiver
| N° | Nat.                       | Poste | Nom du joueur                                            |
| -- | -------------------------- | ----- | -------------------------------------------------------- |
| 15 | Drapeau du Brésil          | D     | Fabio (Transfert du S.C. Sagamihara)                     |
| 17 | Drapeau du Japon           | A     | Jin Hanato (Retour de prêt du Giravanz Kitakyushu)       |
| 19 | Drapeau du Japon           | A     | Yoshihito Fujita (Transfert du JEF United Chiba)         |
| 20 | Drapeau du Japon           | M     | Yuhei Sato (Promotion de Kokushikan University)          |
| 23 | Drapeau du Japon           | D     | Masakazu Tashiro (Retour de prêt du F.C. Machida Zelvia) |
| 24 | Drapeau du Japon           | D     | Yuta Narawa (Transfert du Sagawa Shiga F.C.)             |
| 26 | Drapeau de la Corée du Sud | D     | Jeong Dong-Ho (Retour de prêt du Hangzhou Greentown )    |
| 28 | Drapeau du Japon           | M     | Takuya Kida (Promotion de l'équipe éspoirs)              |

| N° | Nat.                       | Poste | Nom du joueur                                                             |
| -- | -------------------------- | ----- | ------------------------------------------------------------------------- |
| 9  | Drapeau du Japon           | A     | Masashi Oguro (Prêt au Hangzhou Greentown )                               |
| 10 | Drapeau du Japon           | A     | Yuji Ono (Transfert au Standard Liège )                                   |
| 14 | Drapeau du Japon           | M     | Kenta Kano (Transfert au Kashiwa Reysol)                                  |
| 17 | Drapeau du Japon           | M     | Rei Matsumoto (Prêt au Oita Trinita)                                      |
| 19 | Drapeau du Japon           | M     | Kentaro Moriya (Transfert au Kawasaki Frontale)                           |
| 23 | Drapeau du Japon           | M     | Sho Matsumoto (Prêt au Ehime F.C.)                                        |
| 24 | Drapeau du Japon           | D     | Takashi Kanai (Prêt au Sagan Tosu)                                        |
| 26 | Drapeau du Japon           | D     | Naoaki Aoyama (Transfert au Ventforet Kofu)                               |
| 29 | Drapeau du Japon           | M     | Hiroyuki Taniguchi (Transfert au Kashiwa Reysol)                          |
|    | Drapeau du Japon           | M     | Kota Mizunuma (Transfert au Sagan Tosu, déjà en prêt au Sagan Tosu)       |
|    | Drapeau du Japon           | D     | Eijiro Takeda (Prêt au Gainare Tottori, déjà en prêt au JEF United Chiba) |
|    | Drapeau de la Corée du Sud | D     | Kim Kun-Hoan (Transfert au Albirex Niigata, déjà en prêt au Sagan Tosu)   |

## Compétitions

### Championnat
La Japan League 2013 est la quarante-huitième édition de la première division japonaise, la 21e sous l'appellation J. League. Elle oppose les dix-huit meilleurs clubs du Japon en une série de trente-quatre journées. Le championnat débute en mars 2013 et s'achève en décembre de la même année. 
Les meilleurs de ce championnat se qualifient pour la compétition continentale qu'est la Ligue des Champions de l'AFC. Le nombre de qualifiés en Ligue des Champions via le championnat, de trois à quatre, varie en fonction du vainqueur de la coupe nationale, la Coupe de l'Empereur.
Le Yokohama F·Marinos commence le championnat de façon tonitruante en enchaînant six victoires d'affilée. Le club est dépassé au classement lors de la toute dernière journée par le Sanfrecce Hiroshima, sacré champion.
| Rang | Équipe                | Pts | J  | G  | N  | P  | Bp | Bc | Diff |
| ---- | --------------------- | --- | -- | -- | -- | -- | -- | -- | ---- |
| 1    | Sanfrecce Hiroshima T | 63  | 34 | 19 | 6  | 9  | 51 | 29 | +22  |
| 2    | Yokohama F·Marinos C  | 62  | 34 | 18 | 8  | 8  | 49 | 31 | +18  |
| 3    | Kawasaki Frontale     | 60  | 34 | 18 | 6  | 10 | 65 | 51 | +14  |
| 4    | Cerezo Osaka          | 59  | 34 | 16 | 11 | 7  | 53 | 32 | +21  |
| 5    | Kashima Antlers       | 59  | 34 | 18 | 5  | 11 | 60 | 52 | +8   |
| 6    | Urawa Red Diamonds    | 59  | 34 | 17 | 7  | 10 | 60 | 50 | +10  |
| 7    | Albirex Niigata       | 55  | 34 | 17 | 4  | 13 | 48 | 42 | +6   |
| 8    | FC Tokyo              | 54  | 34 | 16 | 6  | 12 | 61 | 47 | +14  |
| 9    | Shimizu S-Pulse       | 50  | 34 | 15 | 5  | 14 | 48 | 57 | -9   |
| 10   | Kashiwa Reysol L      | 48  | 34 | 13 | 9  | 12 | 56 | 59 | -3   |
| 11   | Nagoya Grampus        | 47  | 34 | 13 | 8  | 13 | 47 | 48 | -1   |
| 12   | Sagan Tosu            | 46  | 34 | 13 | 7  | 14 | 54 | 63 | -9   |
| 13   | Vegalta Sendai        | 45  | 34 | 11 | 12 | 11 | 41 | 38 | +3   |
| 14   | Omiya Ardija          | 45  | 34 | 14 | 3  | 17 | 45 | 48 | -3   |
| 15   | Ventforet Kofu P      | 37  | 34 | 8  | 13 | 13 | 30 | 41 | -11  |
| 16   | Shonan Bellmare P     | 25  | 34 | 6  | 7  | 21 | 33 | 58 | -25  |
| 17   | Júbilo Iwata          | 23  | 34 | 4  | 11 | 19 | 40 | 56 | -16  |
| 18   | Oita Trinita P        | 14  | 34 | 2  | 8  | 24 | 31 | 67 | -36  |

Qualifications
- 1er, 2e, 3e et C (ou 4e) : phase de groupes de la Ligue des Champions 2014

Relégation
- 16e, 17e et 18e : J.League 2 2014

Abréviations
- T : Tenant du titre
- P : Promu de J.League 2 2012
- C : Vainqueur de la Coupe de l'Empereur 2013
- L : Vainqueur de la Coupe de la Ligue 2013

### Coupe de l'Empereur
La Coupe de l'Empereur 2013 est la 93e édition de la Coupe du Japon, c'est une compétition à élimination directe (7 tours) mettant aux prises des clubs de football amateurs et professionnels à travers le Japon. Elle oppose 88 équipes. Elle est organisée par la Fédération japonaise de football.
Le vainqueur de cette coupe décroche une place qualificative l'année suivante pour la Ligue des Champions de l'AFC, équivalent asiatique de la Ligue des champions de l'UEFA européenne.
Le club remporte une 7e Coupe de l'Empereur en battant en finale le vainqueur du championnat, le Sanfrecce Hiroshima, sur le score de deux buts à zéro.

### Coupe Nabisco
La Coupe Nabisco 2013 est la 21e édition de la Coupe de la Ligue japonaise, organisée par la JFA, elle oppose les 18 équipes de Japan League.
Le vainqueur se qualifie pour la Coupe Suruga Bank.

## Joueurs et encadrement technique

### Effectif professionnel
| N° | Nat.              | Poste | Nom du joueur    |
| -- | ----------------- | ----- | ---------------- |
| 1  | Drapeau du Japon  | G     | Tetsuya Enomoto  |
| 2  | Drapeau du Japon  | D     | Takashi Amano    |
| 4  | Drapeau du Japon  | D     | Yuzo Kurihara    |
| 5  | Drapeau du Brésil | D     | Dutra            |
| 6  | Drapeau du Japon  | M     | Shōhei Ogura     |
| 7  | Drapeau du Japon  | M     | Shingō Hyōdō     |
| 8  | Drapeau du Japon  | M     | Kosuke Nakamachi |
| 11 | Drapeau du Japon  | A     | Manabu Saito     |
| 13 | Drapeau du Japon  | D     | Yuzo Kobayashi   |
| 14 | Drapeau du Japon  | M     | Andrew Kumagai   |
| 15 | Drapeau du Brésil | D     | Fabio            |
| 16 | Drapeau du Japon  | D     | Yusuke Higa      |
| 17 | Drapeau du Japon  | M     | Jin Hanato       |
| 18 | Drapeau du Brésil | A     | Marquinhos       |

| No. | Nat.                       | Position | Nom du joueur     |
| --- | -------------------------- | -------- | ----------------- |
| 19  | Drapeau du Japon           | A        | Yoshihito Fujita  |
| 20  | Drapeau du Japon           | M        | Yūhei Satō        |
| 21  | Drapeau du Japon           | G        | Hiroki Iikura     |
| 22  | Drapeau du Japon           | D        | Yuji Nakazawa     |
| 23  | Drapeau du Japon           | D        | Masakazu Tashiro  |
| 24  | Drapeau du Japon           | D        | Yuta Narawa       |
| 25  | Drapeau du Japon           | M        | Shunsuke Nakamura |
| 26  | Drapeau de la Corée du Sud | D        | Jeong Dong-Ho     |
| 27  | Drapeau du Japon           | D        | Seitaro Tomisawa  |
| 28  | Drapeau du Japon           | M        | Takuya Kida       |
| 30  | Drapeau du Japon           | G        | Yuji Rokutan      |
| 31  | Drapeau du Japon           | G        | Ryota Suzuki      |
| 37  | Drapeau du Japon           | M        | Kazuki Nagasawa   |
| 41  | Drapeau du Japon           | G        | Junto Taguchi     |

À noter que selon le site officiel du club la mascotte porte le numéro 0 et les supporters portent le numéro 12.

## Équipementiers, sponsors et maillots
L'équipementier du Yokohama F·Marinos est Adidas.
Le club de Yokohama est sponsorisé par Nissan.